# Indian Masters 2012
De Avantha Masters is een golftoernooi van de Europese en Aziatische PGA Tour.
De vijfde editie van dit toernooi werd in 2012 gespeeld van 16-19 februari op de DLF Golf & Country Club, India. Het prijzengeld was € 1.800.000.

## Verslag
Het par van de baan is 72. Er is nachtvorst voorspeld. 
Ronde 1

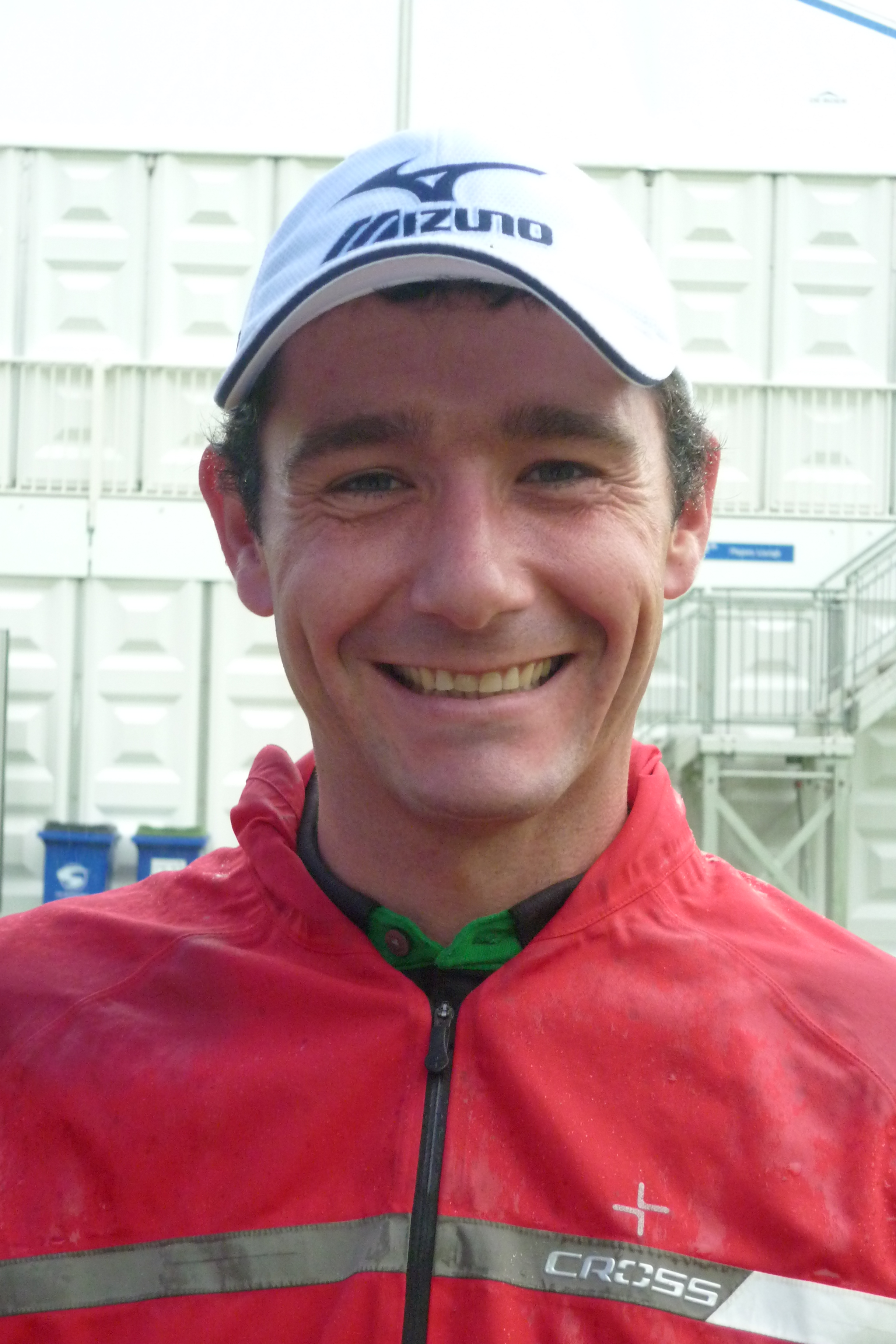
Peter Whiteford
leider ronde 1 en 2

Floris de Vries en Robert-Jan Derksen zijn om 07:15 en 07:25 lokale tijd op hole 10 gestart, Joost Luiten een uur later. Na de ochtendronde stond Kiradech Aphibarnrat aan de leiding, terwijl Oscar Florén de enige speler was die geen bogey maakte. 's Middags kwamen meer goede scores binnen, Federico Colombo en Jamie Donaldson maakten geen bogey en eindigden op de 3de en 4de plaats, Alejandro Cañizares en Peter Whiteford maakten ondanks een bogey beiden een sore van -6 en gingen aan de leiding. Beste Aziaten waren Kiradech Aphibarnrat en Thongchai Jaidee, beiden met -4.
Ronde 2
Peter Whiteford startte al voor half acht; hij maakte een goede ronde van -4 en werd clubhouse leader met -10. Het toernooirecord werd verlaagd naar -8 door de Thaise speler Prom Meesawat, die daardoor op de tweede plaats kwam en beste Aziatische deelnemer werd. Whiteford bleef aan de leiding.
Ronde 3
In de top-10 staan nog maar vijf spelers die er na ronde 2 ook in stonden. Er zijn dus veel verschuivingen geweest. Derksen maakte een ronde van -2 en speelde met Tano Goya, die een ronde van 64 maakte, gelijk aan het toernooirecord. José Manuel Lara bracht een half uur later ook een 64 binnen. Beiden gingen naar de top-10. Twee Thaise spelers, Jaidee en Aphibarnrat, speelden boven par en zakten weg. De andere Thai, Meesawat, handhaafde zich in de top-10. Jbe' Kruger, die net als Whiteford en Gonnet nog nooit op de Europese Tour heeft gewonnen, plaatste zich met -6 aan de leiding.
Ronde 4
Peter Whiteford werd gediskwalificeerd. Op de laatste hole van ronde 3 dacht hij dat zijn bal iets had bewogen. Hij vroeg zijn caddie en enkele omstanders of dat zo was en kreeg een negatief antwoord. Hij speelde de bal dus zoals hij lag en tekende zijn kaart. Later bleek dat op televisiebeelden te zien was dat de bal inderdaad iets bewogen had. Whiteford had een strafslag moeten krijgen voor het spelen van de bal vanaf een verkeerde plaats (zonder hem terug te leggen). Hij had dus voor een verkeerde score getekend.

Aphibarnrat speelde weer een goede ronde en kwam terug in de top-10, Meesawat bleef in de top-10. Jbe' Kruger heeft de leiding vastgehouden en met zijn overwinning zijn twee jaar speelrecht verdiend.
| Naam                 | Score R1 | Score R1 | Nr   | Score R2 | Score R2 | Totaal | Nr  | Score R3 | Score R3 | Totaal | Nr  | Score R4 | Score R4 | Totaal | Nr  |
| -------------------- | -------- | -------- | ---- | -------- | -------- | ------ | --- | -------- | -------- | ------ | --- | -------- | -------- | ------ | --- |
| Jbe' Kruger          | 70       | -2       | T19  | 69       | -3       | -5     | T16 | 66       | -6       | -11    | 1   | 69       | -3       | -14    | 1   |
| Marcel Siem          | 69       | -3       | T11  | 69       | -3       | -6     | T7  | 68       | -4       | -10    | T2  | 70       | -2       | -12    | T2  |
| Jorge Campillo       | 72       | par      | T64  | 71       | -1       | -1     | T43 | 66       | -6       | -7     | T16 | 67       | -5       | -12    | T2  |
| José Manuel Lara     | 74       | +2       | T74  | 69       | -3       | -1     | T43 | 64       | -8       | -9     | T5  | 70       | -2       | -11    | T4  |
| Marcus Fraser        | 69       | -3       | T11  | 69       | -3       | -6     | T7  | 69       | -3       | -9     | T5  | 70       | -2       | -11    | T4  |
| Tano Goya            | 74       | +2       | T74  | 70       | -2       | par    | T54 | 64       | -8       | -8     | T11 | 70       | -2       | -10    | T6  |
| Jean-Baptiste Gonnet | 68       | -4       | T4   | 69       | -3       | -7     | T3  | 69       | -3       | -10    | T2  | 72       | par      | -10    | T6  |
| Prom Meesawat        | 72       | par      | T47  | 64       | -8       | -8     | 2   | 71       | -1       | -9     | T5  | 71       | -1       | -10    | T6  |
| Thorbjørn Olesen     | 71       | -1       | T39  | 67       | -5       | -6     | T7  | 70       | -2       | -8     | T11 | 70       | -2       | -10    | T6  |
| Kiradech Aphibarnrat | 68       | -4       | T4   | 69       | -3       | -7     | T3  | 74       | +2       | -5     | T24 | 68       | -4       | -9     | T10 |
| Alejandro Cañizares  | 66       | -6       | T1   | 73       | +1       | -5     | T16 | 69       | -3       | -8     | T11 | 71       | -1       | -9     | T10 |
| Andrea Pavan         | 69       | -3       | T11  | 71       | -1       | -4     | T25 | 67       | -5       | -9     | T5  | 73       | +1       | -8     | T14 |
| Joost Luiten         | 70       | -2       | T19  | 69       | -3       | -5     | T16 | 70       | -2       | -7     | T16 | 72       | par      | -7     | T17 |
| Marc Warren          | 72       | par      | T47  | 67       | -5       | -5     | T16 | 68       | -4       | -9     | T5  | 78       | +6       | -3     | T29 |
| Robert-Jan Derksen   | 73       | +1       | T68  | 71       | -1       | par    | T54 | 70       | -2       | -2     | T43 | 71       | -1       | -3     | T31 |
| Thongchai Jaidee     | 68       | -4       | T4   | 70       | -2       | -6     | T7  | 73       | +1       | -5     | T24 | 76       | +4       | -1     | T40 |
| Jamie Donaldson      | 68       | -4       | T4   | 70       | -2       | -6     | T7  | 73       | +1       | -5     | T24 | 78       | +6       | +1     | T51 |
| Peter Whiteford      | 66       | -6       | T1   | 68       | -4       | -10    | 1   | 72       | par      | -10    | T2  | DQ       |          |        |     |
| Federico Colombo     | 67       | -5       | 3    | 79       | +7       | +2     | MC  |          |          |        |     |          |          |        |     |
| Floris de Vries      | 77       | +5       | T120 | 71       | -1       | +4     | MC  |          |          |        |     |          |          |        |     |

| Leider |  | Toernooirecord |  | MC = missed cut = cut gemist |  | DQ = disqualified |

## Spelers
| Europese Tour - Felipe Aguilar - Matthew Baldwin - Jorge Campillo - Alejandro Cañizares - Christian Cévaër - Robert Coles - Federico Colombo - Adilson Da Silva - Rhys Davies - Carlos Del Moral - Daniel Denison - Robert-Jan Derksen - Andrew Dodt (2010) - Jamie Donaldson - David Drysdale - Edouard Dubois - Richard Finch - Oliver Fisher - Tommy Fleetwood - Oscar Florén - Marcus Fraser - Lorenzo Gagli - Stephen Gallacher - Ignacio Garrido - Jean-Baptiste Gonnet - Ricardo González - Tano Goya - Todd Hamilton - Søren Hansen - Grégory Havret - Benjamin Hebert - David Horsey - David Howell - Scott Jamieson - Anthony Kang - Jbe Kruger | - José Manuel Lara - Sam Little - Joost Luiten - David Lynn - Pablo Martin - Gareth Maybin - Richard McEvoy - Paul McGinley - Jamie Moul - George Murray - Thorbjørn Olesen - Hennie Otto - Andrea Pavan - Julien Quesne - Richie Ramsay - Ricardo Santos - Marcel Siem - Joel Sjöholm - Richard Sterne - Graeme Storm - Marc Warren - Romain Wattel - Peter Whiteford - Martin Wiegele - Bernd Wiesberger - Fabrizio Zanotti Invitaties - Peter Uihlein - Rahil Gangjee - Peter Gustafsson - John Daly - Abhinav Lohan Amateurs - Honney Baisoya (15 jaar) | Asian Tour & Regionaal - Feroz Ali Mollah - Raju Ali Mollah - Kiradech Aphibarnrat - Seuk-hyun Baek - Ross Bain - Scott Barr - Darren Beck - Vivek Bhandari - Gaganjeet Bhullar - Marcus Both - Yih-Shin Chan - Vikrant Chopra - Om Prakash Chouhan - S.S.P Chowrasia ('08, '11) - Shankar Das - Gaurav Ghei - David Gleeson - Joonas Granberg - Harendra P Gupta - Scott Hend - Berry Henson - Tetsuji Hiratsuka - Thongchai Jaidee - Manav Jaini - Pariya Junhasavasdikul - Shiv Kapur - Rikard Karlberg - Peter Karmis - Daisuke Kataoka - Rashid Khan - Shamim Khan - Jason Knutzon - Rick Kulacz - Ashok Kumar - Chiragh Kumar | - Mukesh Kumar - Sanjay Kumar - Vijay Kumar - Vinod Kumar - Anirban Lahiri - Sung Lee - Wen-chong Liang - Wei-chih Lu - Mardan Mamat - Prayad Marksaeng - Daisuke Maruyama - Prom Meesawat - Zaw Moe - Md Zamal Hossain Mollah - Chapchai Nirat - Mithun Perera - Chinnarat Phadungsil - Panuphol Pittayarat - Chawalit Plaphol - Keenan Pratt - Mars Pucay - Angelo Que - Himmel Singh Rai - Jyoti Randhawa - Anura Rohana - Mohd Siddikur - Digvijay Singh - Gaurav Pratap Singh - Himmat Singh - Jeev Milkha Singh - Mandeo Singh Pathanea - Sujjan Singh - Namchok Tantipokhakul - Thaworn Wiratchant |

De enige amateur die meedeed was de 15-jarige Honney Baisoya. Hij is lid van de Royal Calcutta Golf Club en de jongste winnaar ooit van het East India Amateur Championship. In de finale versloeg hij S. Chikkarangappa, winnaar van het All India Amateur (beste amateur van India) en het Southern India Amateur. 
Hij miste de cut met twee slagen nadat hij de laatste vier holes in +3 speelde.